# Krumme
Ätten Krumme var en medeltida frälsesläkt från Småland. Släktnamnet har antagligen ursprungligen varit ett öknamn. I småländsk dialekt kan krumme, förutom krokig eller förkrympt, också betyda högmodig. De flesta av släktens manliga medlemmar heter Nils. På 1500-talet tillhörde ätten högfrälset. Ätten dog ut på svärdssidan i början av 1570-talet och på spinnsidan i början av 1600-talet. Ättens äldsta kända medlemmar är bröderna Bengt och Nils.
Släktens vapen har vanligen tolkats som gäddkäkar eller tandade käkar.

## Generation 1
Bengt Krumme nämns mellan 1368 och 1401. Han hade pantegods i Västbo härad i Småland.
Nils Krumme nämns 1362-1414. Han var gift med Gunhild Svensdotter. Hon ärvde gods i Småland efter sin far Sven Bäk. De hade sonen Sven och dottern Kristina.

## Generation 2
Sven Bäk (son till Nils Krumme) nämns 1410-1427. Han har namngivits efter morfadern. Han gifte sig senast 1410 med Kristina Bengtadotter, dotter till Bengt Guse. Hans andra hustru var Botild Klausdotter, dotter till Claus Apellegard. Hans barn med den andra hustrun var Nils och Margareta.

## Generation 3
Nils Krumme (son till Sven Bäk) nämns tidigast 1441. Hans sätesgård hette Hjälmaryd och låg i Ljungby socken, Sunnerbo hd i Småland. Han dog mellan 1 september 1485 och 7 juni 1496. Han gifte sig med Märta Abjörnsdotter, dotter till Abjörn Jönsson (sparre över blad, Abjörnssönernas ätt) och Karin Dansdotter. De hade barnen Björn, Estrid, Bodil och Nils.

## Generation 4
1. Torsten Nilsson Krumme och hans hustru Ingrid Arvidsdotter fick en dotter, Britta Torstensdotter, som var gift med Torkel Grijs till Halla.
2. Björn Nilsson (son till Nils Krumme) var 1476-1497 häradshövding i Östergötland först i Björkekind hd och sedan i Bråbo hd. Han var fogde i Stockholm 17 augusti 1491-8 juli 1493. Hans sätesgård var Vi i Löts sn i Östergötland. Han dog 1497 eller 1498. Före 8 september 1479 gifte han sig med Ingrid. Hon levde som änka ännu 14 februari 1515. De hade barnen Kristina, Elin, Anna och Märta.
3. Nils Krumme (son till Nils Krumme) nämns 1485-1486 som en av Ivar Axelssons (Tott) småsvenner på Gotland. 1508 var han häradshövding i Nordal, Tösbo och Vedbo hd i Dalsland. Sätesgården Tådene låg i Kållands hd i Västergötland. Han dog mellan 1509 och 1512. Han gifte sig efter 1490 med Estrid Ragvaldsdotter, dotter till Ragvald Nilsson (yngre Välingeätten) och Ragnhild Eriksdotter. De hade barnen Nils, Jakob och Margareta.